# Heloparia ekelofi
Heloparia ekelofi är en tvåvingeart som beskrevs av Günther Enderlein 1912. Heloparia ekelofi ingår i släktet Heloparia och familjen prickflugor. Inga underarter finns listade i Catalogue of Life.